# Полукруг
Полукруг — сегмент круга, хордой которого является диаметр этого круга, и дуга окружности, лежащая между концами диаметра.
Площадь полукруга составляет одну вторую (1/2) от площади круга с таким же диаметром.
Так как полукруг — половина круга 360°, его дуга всегда составляет 180°.